# Trichterlinge
Die Trichterlinge (Clitocybe) sind eine Gattung der Blätterpilze, die aus hunderten von Arten besteht. Die Unterscheidung ist für Nicht-Experten schwierig und erfordert oft die Analyse mikroskopischer Details. Abgesehen von einigen wenigen, leicht bestimmbaren Arten werden Trichterlinge selten zum Verzehr gesammelt.
Die Typusart ist die Nebelkappe (Clitocybe nebularis).

## Merkmale

### Makroskopische Merkmale
Die Trichterlinge umfassen Arten mit kleinen bis sehr großen Fruchtkörpern. Das Farbspektrum reicht von überwiegend weiß über grau bis hin zu fleischrötlichen und -bräunlichen Tönen. Die Hüte haben einen trichterförmig niedergedrückten, aber auch genabelten Habitus. Der Rand ist anfangs eingerollt. Die Oberfläche kann trocken und glatt, feinfilzig, feinschuppig oder bereift ausfallen. Hygrophane Hüte zeigen eine durchscheinende Riefung. An den Unterseiten befinden sich überwiegend schwach bis deutlich herablaufende Lamellen, die sich nicht von der Huttrama ablösen lassen. Die Blätter sind dünn, ungegabelt und engstehend. Die Farbpalette erstreckt sich von weiß über cremefarben bis hin zu grau-bräunlich. Das Sporenpulver ist weiß, creme bis rosalich gefärbt. Der meist zentrale und zylindrische Stiel hat eine feste bis elastische Konsistenz. Er ist kaum brüchig, fleischig-weich, aber nicht knorpelig. Die stets trockene Stielrinde ist kahl, faserig oder bereift. Das untere Stielende ist oft filzig-zottig besetzt, schließt Substrat-Teilchen ein und kann in wurzelartigen Rhizomorphen auslaufen. Das selten verfärbende Fleisch ist weich, jedoch nicht lederig oder zäh.

## Ökologie
Sie leben saprob, indem sie Bodenabfälle zersetzen.

## Phylogenie und Systematik
Anhand phylogenetischer Untersuchungen wurde festgestellt, dass die Trichterlinge polyphyletisch waren. Infolgedessen wurden einige Arten, die zuvor zu den Trichterlingen gezählt wurden, abgespalten und in eigene Gattungen ausgegliedert. Im Jahr 2003 stellte der Mykologe Harri Harmaja 13 Taxa in die Gattung Infundibulicybe. Im Jahr zuvor landeten 3 Taxa in den Gattung Ampulloclitocybe. Weitere Gattungen mit Arten, die ehemals zu Clitocybe gezählt wurden, sind Atractosporocybe, Bonomyces, Clitopaxillus, Hygrophorocybe, Leucocybe, Musumecia, Paralepistopis, Rhizocybe, Singerocybe, Spodocybe oder Trichocybe.

## Arten
Für Europa werden rund 50 Arten angegeben beziehungsweise erwartet.
| Trichterlinge (Clitocybe) in Europa |                                        |                                               |
| \| Deutscher Name \| Wissenschaftlicher Name \| Autorenzitat \| \| ------------------------------------ \| -------------------------------------- \| --------------------------------------------- \| \| Wiesen-Trichterling \| Clitocybe agrestis \| Harmaja 1969 \| \| Bereifter Anis-Trichterling \| Clitocybe albofragrans \| (Harmaja 1978) Kuyper 1981 \| \| Violettreagierender Trichterling \| Clitocybe alkaliviolascens \| Bellù 1995 \| \| Grünerlen-Trichterling \| Clitocybe alnetorum \| J. Favre 1960 \| \| Schwarzerlen-Trichterling \| Clitocybe alni-glutinosae \| Contu & Ruggero 1998 \| \| Erdigriechender Trichterling \| Clitocybe amarescens \| Harmaja 1969 \| \| \| Clitocybe americana \| H.E. Bigelow 1976 \| \| Wohlriechender Trichterling \| Clitocybe anisata \| Velenovský 1920 \| \| Nabelingsartiger Trichterling \| Clitocybe barbularum \| (Romagnesi 1952) P.D. Orton 1960 \| \| Schokoladenbrauner Trichterling \| Clitocybe cacabus \| (Fries 1838) Gillet 1874 ss. Ricken 1918 \| \| Wachsstieliger Trichterling \| Clitocybe candicans \| (Persoon 1801 : Fries 1821) P. Kummer 1871 \| \| Zistrosen-Trichterling \| Clitocybe cistophila \| Bon & Contu 1985 \| \| Fleischfalber Trichterling \| Clitocybe diatreta \| (Fr. 1818) P. Kumm. 1871 \| \| Schlankstieliger Trichterling \| Clitocybe dionysae \| Bon 1997 \| \| Doppelgeruch-Trichterling \| Clitocybe diosma \| Einhellinger 1973 \| \| Kleinsporiger Mehl-Trichterling \| Clitocybe ditopa \| (Fries 1815 : Fries 1821) Gillet 1874 \| \| Silberwurz-Trichterling \| Clitocybe dryadicola \| (J. Favre 1955) Harmaja 1976 \| \| Eleganter Trichterling \| Clitocybe elegantula \| J. Favre 1960 \| \| Heide-Trichterling \| Clitocybe ericetorum \| (Bulliard 1792) Quélet 1872 \| \| Rundsporiger Anis-Trichterling \| Clitocybe erubescens \| Velenovský 1920 \| \| Fleischbrauner Trichterling \| Clitocybe eugeniae \| (Ballero & Contu 1992) Contu 1999 \| \| \| Clitocybe fennica \| Harmaja 1969 \| \| Wachsbleicher Trichterling \| Clitocybe festiva \| J. Favre 1955 \| \| Stinkender Almen-Trichterling \| Clitocybe festivoides \| Lamoure 1972 \| \| Dung-Trichterling \| Clitocybe fimiphila \| Contu 1999 \| \| Stinkender Trichterling \| Clitocybe foetens \| Melot 1980 \| \| Bruchstiel-Trichterling \| Clitocybe fragilipes \| J. Favre 1960 \| \| Dunkelscheibiger Duft-Trichterling \| Clitocybe fragrans \| (Withering 1792 : Fries 1821) P. Kummer 1871 \| \| \| Clitocybe fragrans var. harmajae \| (Lamoure 1972) Raithelhuber 1977 \| \| Brauner Duft-Trichterling \| Clitocybe frysica \| Kuyper 1996 \| \| \| Clitocybe fuscosquamula \| J.E. Lange 1930 \| \| Modrigriechender Trichterling \| Clitocybe georgiana \| Clémençon 1984 (ad. int.) \| \| \| Clitocybe gilvaoides \| Kauffman 1927 \| \| \| Clitocybe gracilis \| (H.E. Bigelow & A.H. Smith 1963) Harmaja 1969 \| \| \| Clitocybe graminicola \| Bon 1979 \| \| \| Clitocybe harperi \| Murrill 1913 \| \| Rosa Trichterling \| Clitocybe houghtonii \| (W. Phillips 1876) Dennis 1954 \| \| \| Clitocybe incilis \| (Fries 1838) Gillet 1874 \| \| Hohlstiel-Trichterling \| Clitocybe inflatipes \| M.M. Moser 1995 \| \| Ungewöhnlicher Trichterling \| Clitocybe krizii-josephii \| Svrcek 1975 \| \| Ziegelroter Trichterling \| Clitocybe lateritia \| J. Favre 1955 \| \| Kastanienbrauner Trichterling \| Clitocybe legaliae \| E. Ludw. 2012 \| \| Hellrosabrauner Trichterling \| Clitocybe leucodiatreta \| Bon 1980 \| \| Sylter Trichterling \| Clitocybe lichtkaempferi \| P. Specht 2016 \| \| Faserstieliger Trichterling \| Clitocybe lituus \| (Fries 1838) Métrod 1946 \| \| Hellrandiger Trichterling \| Clitocybe lohjaënsis \| Harmaja 1969 \| \| Niedlicher Trichterling \| Clitocybe marginella \| Harmaja 1969 \| \| Menthol-Trichterling \| Clitocybe menthiodora \| Harmaja 1969 \| \| Staubfüßiger Trichterling \| Clitocybe metachroa \| (Fries 1821 : Fries 1821) P. Kummer 1871 \| \| \| Clitocybe metachroa var. aquosoumbrina \| (Raithelhuber 1969) Kuyper 1996 \| \| Striegeliger Trichterling \| Clitocybe metachroides \| Harmaja 1969 \| \| Olivgrauer Trichterling \| Clitocybe mortuosa \| (Fries 1818) Gillet 1874 \| \| Nebelgrauer Trichterling \| Clitocybe nebularis \| (Batsch 1789 : Fries 1821) P. Kummer 1871 \| \| \| Clitocybe nebularis var. alba \| Bataille 1911 \| \| Tiefgenabelter Trichterling \| Clitocybe nitriolens \| J. Favre 1960 \| \| Aschgrauer Trichterling \| Clitocybe nuoljae \| Lamoure 1972 \| \| Fleischbräunlicher Duft-Trichterling \| Clitocybe obsoleta \| (Batsch 1786) Quélet 1872 \| \| Grüner Anis-Trichterling \| Clitocybe odora \| (Bulliard 1784 : Fries 1821) P. Kummer 1871 \| \| Weißer Anis-Trichterling \| Clitocybe odora var. alba \| J.E. Lange 1930 \| \| Lederbrauner Anis-Trichterling \| Clitocybe odora var. fallax \| Kuyper 1996 \| \| \| Clitocybe opala \| (Fries 1874) Saccardo 1887 \| \| Dünnstieliger Trichterling \| Clitocybe ornamentalis \| Velenovský 1920 \| \| \| Clitocybe paropsis \| (Fries 1838) Saccardo 1887 \| \| Kremplings-Trichterling \| Clitocybe paxillus \| Gulden 1988 \| \| \| Clitocybe percomis \| Kuyper 1982 \| \| Bleiweißer Firnis-Trichterling \| Clitocybe phyllophila \| (Persoon 1801 : Fries 1821) P. Kummer 1871 \| \| Eichenblatt-Trichterling \| Clitocybe quercina \| A. Pearson 1960 \| \| Feld-Trichterling \| Clitocybe quisquiliarum \| P. Specht 2014 \| \| Bereifter Trichterling \| Clitocybe radicellata \| Godey in Gillet 1874 \| \| Rinnigbereifter Trichterling \| Clitocybe rivulosa \| (Persoon 1801 : Fries 1821) P. Kummer 1871 \| \| Mehlgeruch-Trichterling \| Clitocybe rivulosa var. augeana \| (Montagne 1856) Gminder 2001 \| \| Nadelkompost-Trichterling \| Clitocybe rufoalutacea \| Métrod 1946 ex Bon 1996 \| \| Greisen-Trichterling \| Clitocybe senilis \| (Fries 1874) Gillet 1874 \| \| \| Clitocybe subbulbipes \| Murrill 1916 \| \| Brauner Trompeten-Trichterling \| Clitocybe subcordispora \| Harmaja 1969 \| \| Rosabrauner Trichterling \| Clitocybe subsalmonea \| Lamoure 1972 \| \| Hygrophaner Trichterling \| Clitocybe subspadicea \| (J.E. Lange 1930) Bon & Chevassut 1973 \| \| Gedrechselter Firnis-Trichterling \| Clitocybe tornata \| (Fries 1821 : Fries 1821) P. Kummer 1871 \| \| Weißer Holz-Trichterling \| Clitocybe truncicola \| (Peck 1873) Saccardo 1887 \| \| Seidigweißer Trompeten-Trichterling \| Clitocybe tuba \| (Fries 1838) Gillet 1874 \| \| Geriefter Mehl-Trichterling \| Clitocybe vibecina \| (Fries 1818) Quélet 1872 \| |                                        |                                               |
| Deutscher Name | Wissenschaftlicher Name                | Autorenzitat                                  |
| Wiesen-Trichterling | Clitocybe agrestis                     | Harmaja 1969                                  |
| Bereifter Anis-Trichterling | Clitocybe albofragrans                 | (Harmaja 1978) Kuyper 1981                    |
| Violettreagierender Trichterling | Clitocybe alkaliviolascens             | Bellù 1995                                    |
| Grünerlen-Trichterling | Clitocybe alnetorum                    | J. Favre 1960                                 |
| Schwarzerlen-Trichterling | Clitocybe alni-glutinosae              | Contu & Ruggero 1998                          |
| Erdigriechender Trichterling | Clitocybe amarescens                   | Harmaja 1969                                  |
| | Clitocybe americana                    | H.E. Bigelow 1976                             |
| Wohlriechender Trichterling | Clitocybe anisata                      | Velenovský 1920                               |
| Nabelingsartiger Trichterling | Clitocybe barbularum                   | (Romagnesi 1952) P.D. Orton 1960              |
| Schokoladenbrauner Trichterling | Clitocybe cacabus                      | (Fries 1838) Gillet 1874 ss. Ricken 1918      |
| Wachsstieliger Trichterling | Clitocybe candicans                    | (Persoon 1801 : Fries 1821) P. Kummer 1871    |
| Zistrosen-Trichterling | Clitocybe cistophila                   | Bon & Contu 1985                              |
| Fleischfalber Trichterling | Clitocybe diatreta                     | (Fr. 1818) P. Kumm. 1871                      |
| Schlankstieliger Trichterling | Clitocybe dionysae                     | Bon 1997                                      |
| Doppelgeruch-Trichterling | Clitocybe diosma                       | Einhellinger 1973                             |
| Kleinsporiger Mehl-Trichterling | Clitocybe ditopa                       | (Fries 1815 : Fries 1821) Gillet 1874         |
| Silberwurz-Trichterling | Clitocybe dryadicola                   | (J. Favre 1955) Harmaja 1976                  |
| Eleganter Trichterling | Clitocybe elegantula                   | J. Favre 1960                                 |
| Heide-Trichterling | Clitocybe ericetorum                   | (Bulliard 1792) Quélet 1872                   |
| Rundsporiger Anis-Trichterling | Clitocybe erubescens                   | Velenovský 1920                               |
| Fleischbrauner Trichterling | Clitocybe eugeniae                     | (Ballero & Contu 1992) Contu 1999             |
| | Clitocybe fennica                      | Harmaja 1969                                  |
| Wachsbleicher Trichterling | Clitocybe festiva                      | J. Favre 1955                                 |
| Stinkender Almen-Trichterling | Clitocybe festivoides                  | Lamoure 1972                                  |
| Dung-Trichterling | Clitocybe fimiphila                    | Contu 1999                                    |
| Stinkender Trichterling | Clitocybe foetens                      | Melot 1980                                    |
| Bruchstiel-Trichterling | Clitocybe fragilipes                   | J. Favre 1960                                 |
| Dunkelscheibiger Duft-Trichterling | Clitocybe fragrans                     | (Withering 1792 : Fries 1821) P. Kummer 1871  |
| | Clitocybe fragrans var. harmajae       | (Lamoure 1972) Raithelhuber 1977              |
| Brauner Duft-Trichterling | Clitocybe frysica                      | Kuyper 1996                                   |
| | Clitocybe fuscosquamula                | J.E. Lange 1930                               |
| Modrigriechender Trichterling | Clitocybe georgiana                    | Clémençon 1984 (ad. int.)                     |
| | Clitocybe gilvaoides                   | Kauffman 1927                                 |
| | Clitocybe gracilis                     | (H.E. Bigelow & A.H. Smith 1963) Harmaja 1969 |
| | Clitocybe graminicola                  | Bon 1979                                      |
| | Clitocybe harperi                      | Murrill 1913                                  |
| Rosa Trichterling | Clitocybe houghtonii                   | (W. Phillips 1876) Dennis 1954                |
| | Clitocybe incilis                      | (Fries 1838) Gillet 1874                      |
| Hohlstiel-Trichterling | Clitocybe inflatipes                   | M.M. Moser 1995                               |
| Ungewöhnlicher Trichterling | Clitocybe krizii-josephii              | Svrcek 1975                                   |
| Ziegelroter Trichterling | Clitocybe lateritia                    | J. Favre 1955                                 |
| Kastanienbrauner Trichterling | Clitocybe legaliae                     | E. Ludw. 2012                                 |
| Hellrosabrauner Trichterling | Clitocybe leucodiatreta                | Bon 1980                                      |
| Sylter Trichterling | Clitocybe lichtkaempferi               | P. Specht 2016                                |
| Faserstieliger Trichterling | Clitocybe lituus                       | (Fries 1838) Métrod 1946                      |
| Hellrandiger Trichterling | Clitocybe lohjaënsis                   | Harmaja 1969                                  |
| Niedlicher Trichterling | Clitocybe marginella                   | Harmaja 1969                                  |
| Menthol-Trichterling | Clitocybe menthiodora                  | Harmaja 1969                                  |
| Staubfüßiger Trichterling | Clitocybe metachroa                    | (Fries 1821 : Fries 1821) P. Kummer 1871      |
| | Clitocybe metachroa var. aquosoumbrina | (Raithelhuber 1969) Kuyper 1996               |
| Striegeliger Trichterling | Clitocybe metachroides                 | Harmaja 1969                                  |
| Olivgrauer Trichterling | Clitocybe mortuosa                     | (Fries 1818) Gillet 1874                      |
| Nebelgrauer Trichterling | Clitocybe nebularis                    | (Batsch 1789 : Fries 1821) P. Kummer 1871     |
| | Clitocybe nebularis var. alba          | Bataille 1911                                 |
| Tiefgenabelter Trichterling | Clitocybe nitriolens                   | J. Favre 1960                                 |
| Aschgrauer Trichterling | Clitocybe nuoljae                      | Lamoure 1972                                  |
| Fleischbräunlicher Duft-Trichterling | Clitocybe obsoleta                     | (Batsch 1786) Quélet 1872                     |
| Grüner Anis-Trichterling | Clitocybe odora                        | (Bulliard 1784 : Fries 1821) P. Kummer 1871   |
| Weißer Anis-Trichterling | Clitocybe odora var. alba              | J.E. Lange 1930                               |
| Lederbrauner Anis-Trichterling | Clitocybe odora var. fallax            | Kuyper 1996                                   |
| | Clitocybe opala                        | (Fries 1874) Saccardo 1887                    |
| Dünnstieliger Trichterling | Clitocybe ornamentalis                 | Velenovský 1920                               |
| | Clitocybe paropsis                     | (Fries 1838) Saccardo 1887                    |
| Kremplings-Trichterling | Clitocybe paxillus                     | Gulden 1988                                   |
| | Clitocybe percomis                     | Kuyper 1982                                   |
| Bleiweißer Firnis-Trichterling | Clitocybe phyllophila                  | (Persoon 1801 : Fries 1821) P. Kummer 1871    |
| Eichenblatt-Trichterling | Clitocybe quercina                     | A. Pearson 1960                               |
| Feld-Trichterling | Clitocybe quisquiliarum                | P. Specht 2014                                |
| Bereifter Trichterling | Clitocybe radicellata                  | Godey in Gillet 1874                          |
| Rinnigbereifter Trichterling | Clitocybe rivulosa                     | (Persoon 1801 : Fries 1821) P. Kummer 1871    |
| Mehlgeruch-Trichterling | Clitocybe rivulosa var. augeana        | (Montagne 1856) Gminder 2001                  |
| Nadelkompost-Trichterling | Clitocybe rufoalutacea                 | Métrod 1946 ex Bon 1996                       |
| Greisen-Trichterling | Clitocybe senilis                      | (Fries 1874) Gillet 1874                      |
| | Clitocybe subbulbipes                  | Murrill 1916                                  |
| Brauner Trompeten-Trichterling | Clitocybe subcordispora                | Harmaja 1969                                  |
| Rosabrauner Trichterling | Clitocybe subsalmonea                  | Lamoure 1972                                  |
| Hygrophaner Trichterling | Clitocybe subspadicea                  | (J.E. Lange 1930) Bon & Chevassut 1973        |
| Gedrechselter Firnis-Trichterling | Clitocybe tornata                      | (Fries 1821 : Fries 1821) P. Kummer 1871      |
| Weißer Holz-Trichterling | Clitocybe truncicola                   | (Peck 1873) Saccardo 1887                     |
| Seidigweißer Trompeten-Trichterling | Clitocybe tuba                         | (Fries 1838) Gillet 1874                      |
| Geriefter Mehl-Trichterling | Clitocybe vibecina                     | (Fries 1818) Quélet 1872                      |

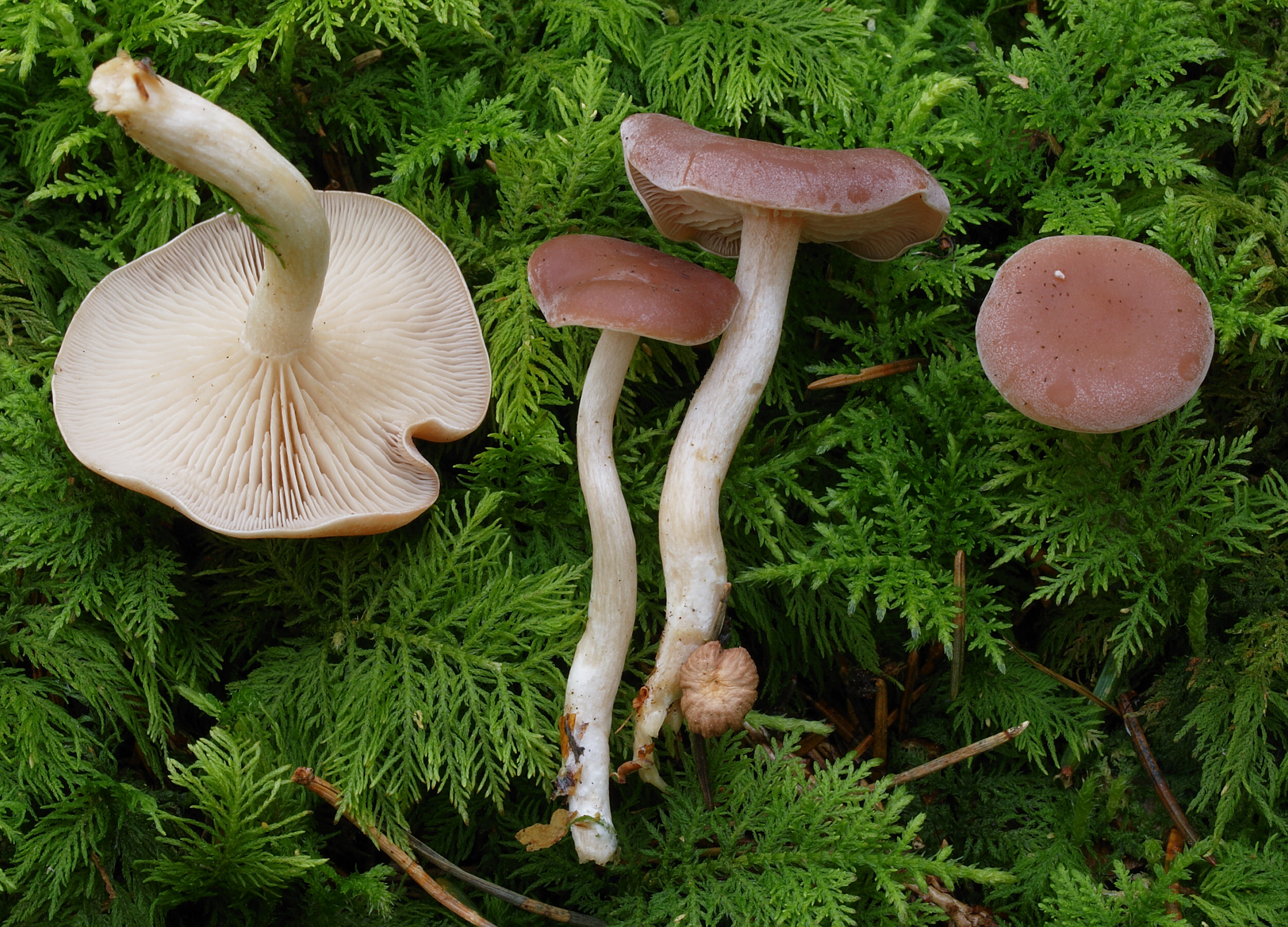
Der Fleischfalbe Trichterling (Clitocybe diatreta) zählt zu den Arten seiner Gattung mit den farbenprächtigsten Fruchtkörpern.
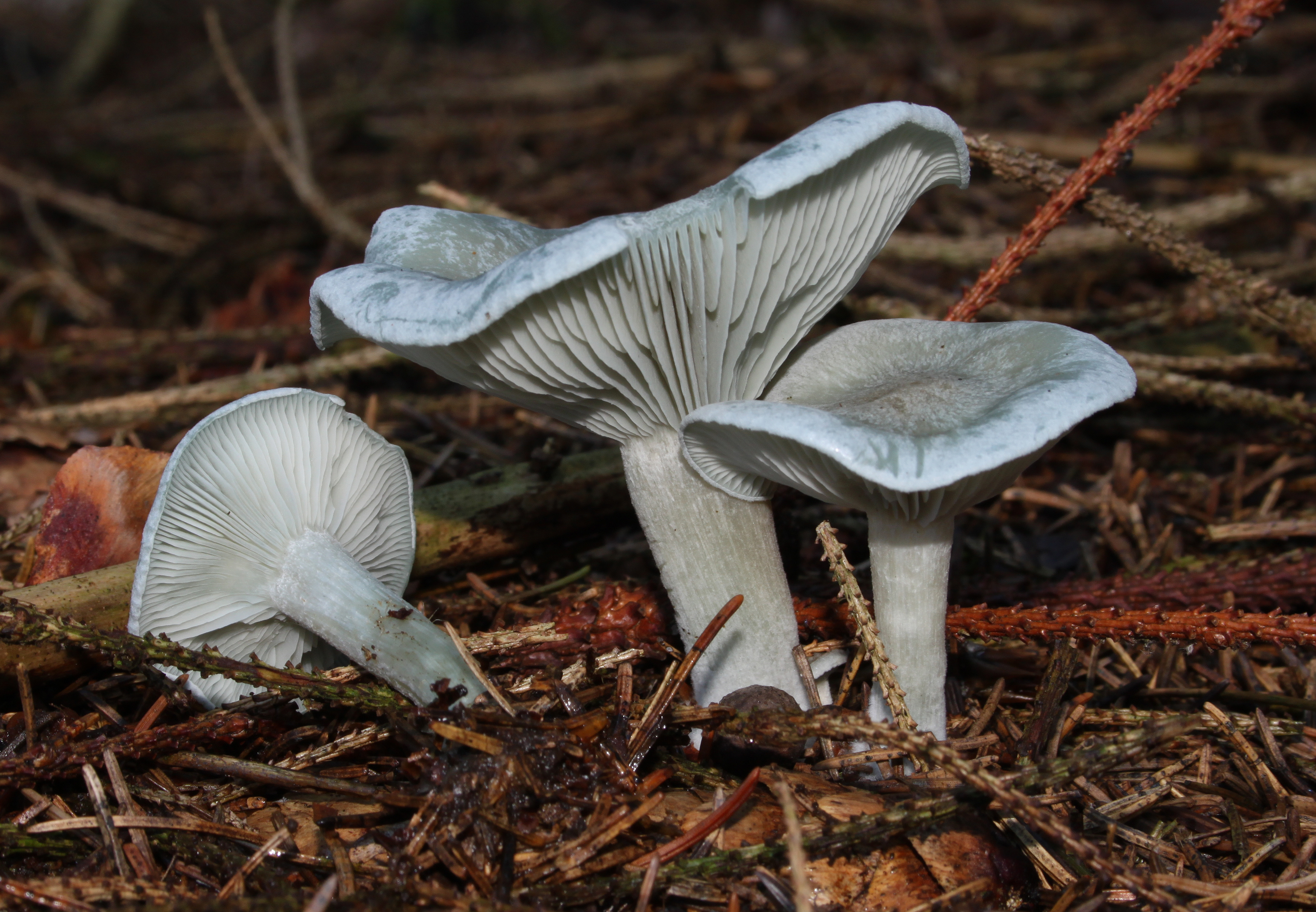
Der Grüne Anis-Trichterling (Clitocybe odora) ist essbar, riecht aber selbst nach dem Garen noch intensiv nach Anis.
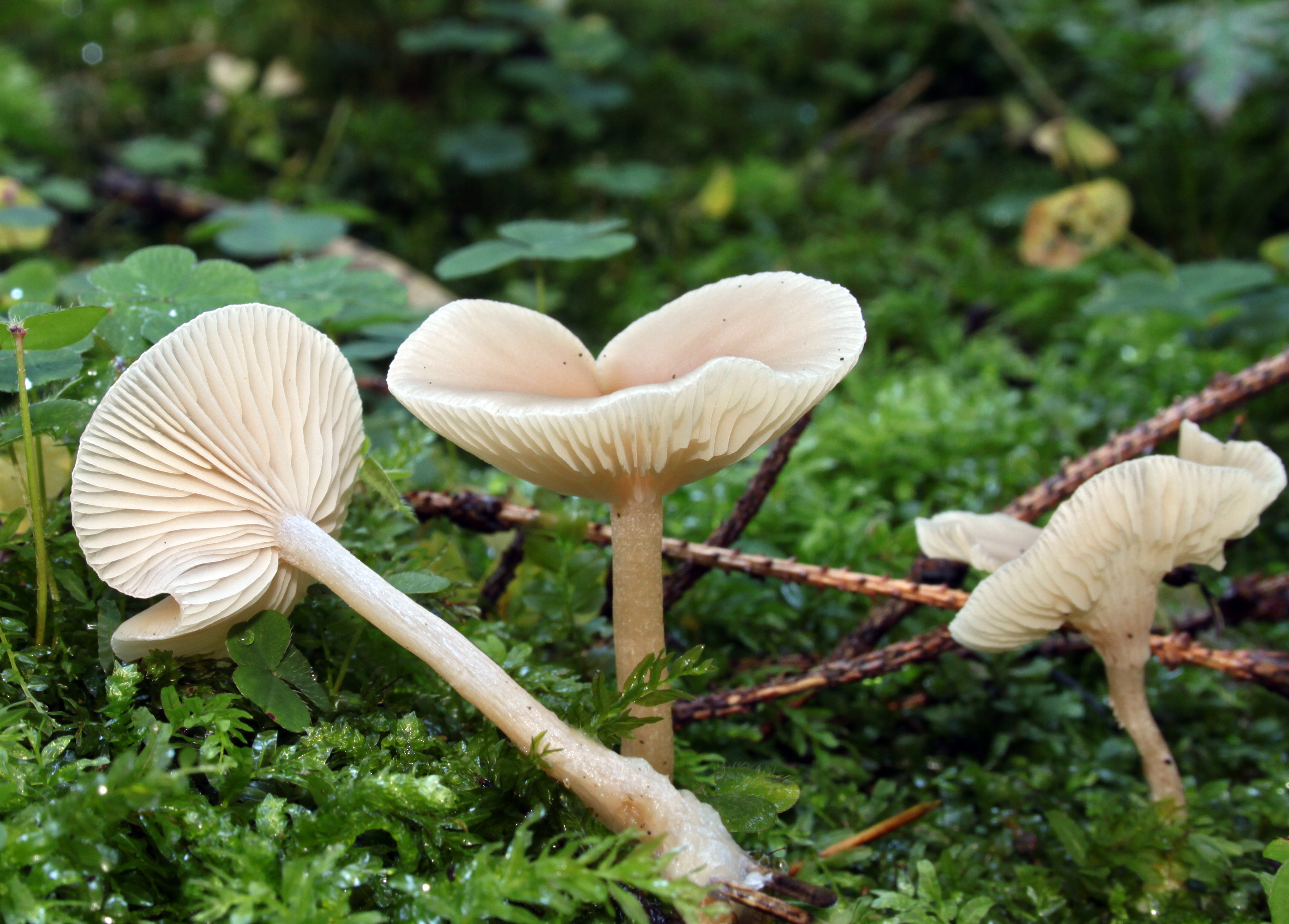
Auch der schmächtigere Duft-Trichterling (Clitocybe fragrans) verströmt einen prägnanten Anisgeruch.
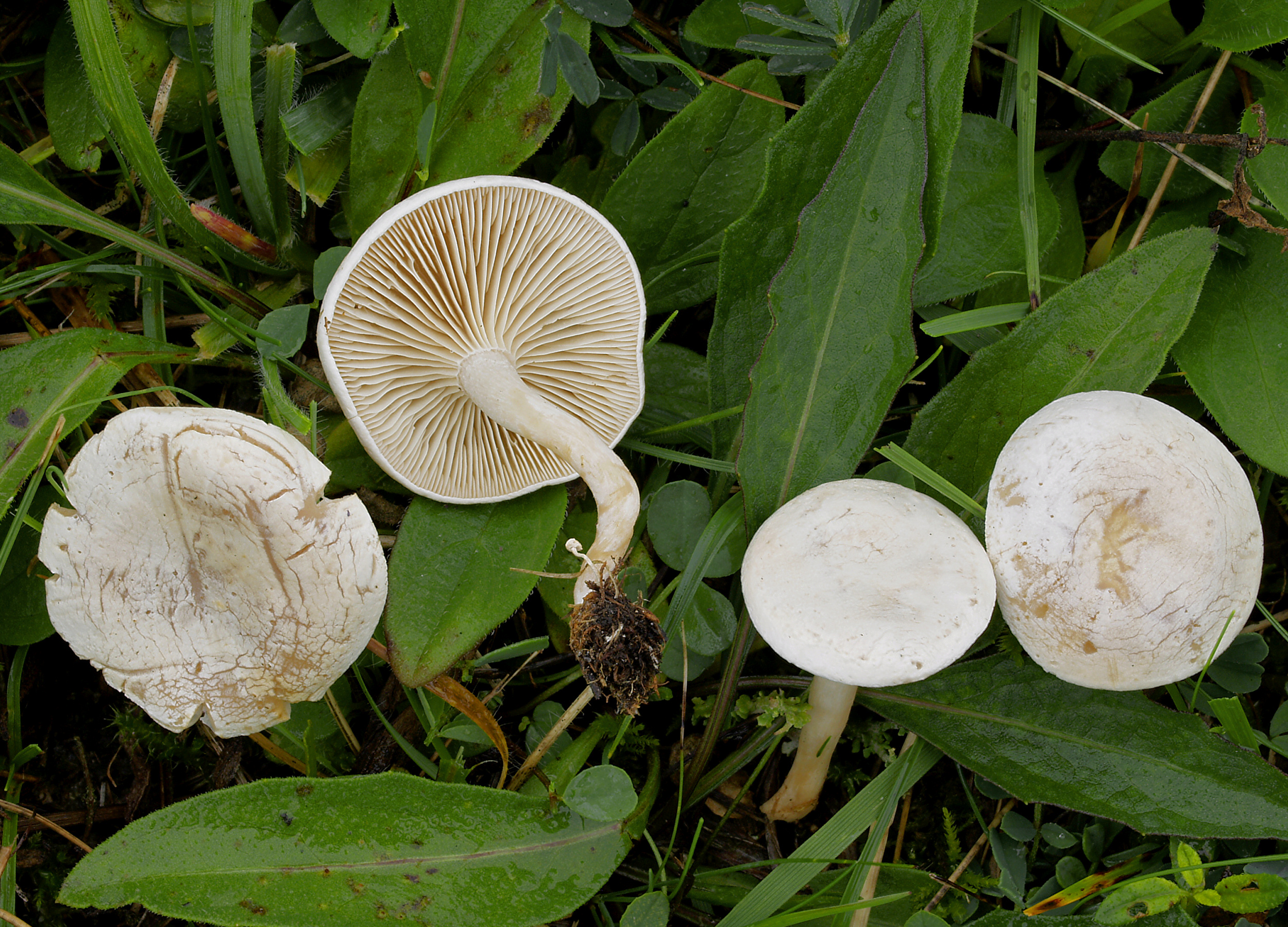
Die Fruchtkörper des Rinnigbereiften Trichterlings (Clitocybe rivulosa) wachsen gerne in Trupps auf Magerrasen.
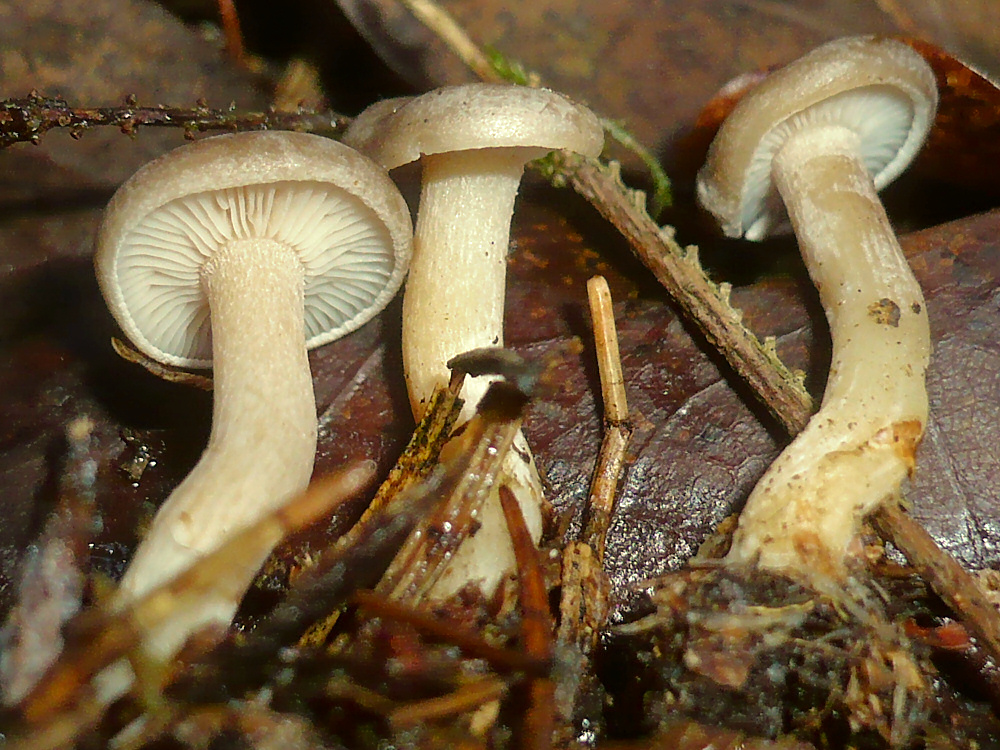
Der Würzelchen-Trichterling (Clitocybe radicellata) erscheint in der kalten Jahreszeit und besitzt am unteren Stielende weiße, wurzelartige Hyphenstränge.

## Toxizität
Einige Arten der Gattung Clitocybe sind essbar, viele jedoch (teilweise stark) giftig. Sie enthalten unter anderen das Nervengift Muskarin.